# Louis Rwagasore

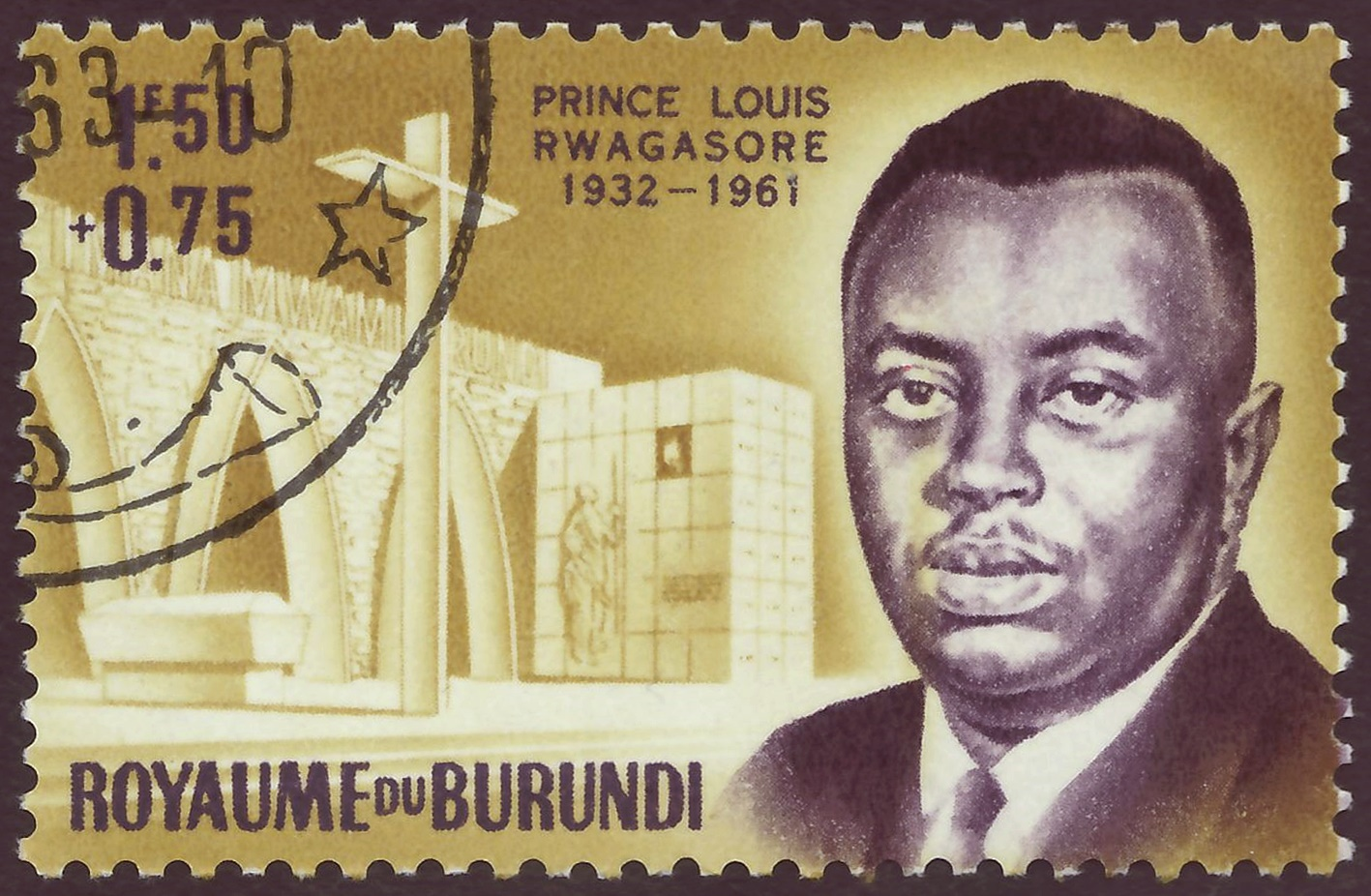
Prins Louis Rwagasore

Prins Louis Rwagasore (Kitega, 10 januari 1932 - Usumbura, 13 oktober 1961) was een Burundees en Afrikaans nationalist.
Prins Louis Rwagasore was de oudste zoon van Ganwa-koning (Mwami) Mwambutsa IV en daarmee kroonprins. Hij studeerde korte tijd in Antwerpen, maar keerde in 1958 naar Ruanda-Urundi terug en sloot zich aan bij de anti-koloniale beweging. In 1959 trouwde Louis Rwagasore met Hutu-prinses Marie-Rose, dochter van Chef Ildephonse Ntamikevyo, gouverneur en burgemeester van Bujumbura, bij wie hij twee dochters kreeg. 
In 1958 was Rwagasore medeoprichter van de nationalistische UPRONA (Unie voor Nationale Vooruitgang). Zijn vader, die vond dat leden van het koninklijk huis niet-partijgebonden moesten zijn, stelde hem aan als Chef van Butanyerera, maar reeds na korte tijd diende Rwagasore zijn ontslag in om zich volledig in te zetten voor UPRONA. Hij zocht contact met Patrice Lumumba, de kersverse Congolese premier, die tevens voorzitter was van de supra-nationale MNC (Nationale Beweging van Congo). Geïnspireerd door de Congolese nationalisten streefde Rwagasore naar een supra-nationale partij, waarin zowel de Tutsi als de Hutu, de Twa en de Ganwa, een gelijke stem zouden hebben. Tijdens het eerste congres van de UPRONA in maart 1960 riep hij op tot non-coöperatie met de Belgen, door onder meer het betalen van belastingen te boycotten. Hij werd daarop onder huisarrest gesteld.
Ondanks deze tegenwerking steeg zijn populariteit en bij de verkiezingen voor de wetgevende vergadering van 1961 behaalde de UPRONA 80% van de stemmen. Op 28 september 1961 werd Louis Rwagasore minister-president. Louis Rwagasore was slechts zestien dagen premier toen hij werd vermoord met een welgemikt schot uit een 9,3mm-geweer, afgevuurd door de jonge Griekse winkelbediende Jean Kageorgis. Hij zat in de 'Tanganyikabar' en werd geraakt in de knoop van zijn das, zijn hoofd plofte op tafel, een brandende sigaret nog in de mond. Hij was op slag dood en met hem ging voor Burundi een democratisch politicus verloren. Kageorgis voerde de moord uit in opdracht van de pro-Belgische Christendemocratische Partij. Er zijn geruchten dat bepaalde hooggeplaatste Belgen die betrokken waren bij de voogdijoverheid, Rwagasore kwijt wilden. Prins Rwagasore streefde naar verzoening van de etnische groepen van zijn land. De koning stelde ter ere van zijn vermoorde zoon de "Koninklijke Orde van Prins Rwagasore" in.
Door zijn vroege en gewelddadige dood is Rwagasore uitgegroeid tot een mythe. Zijn mausoleum staat op Kiriri, de heuvel die Bujumbura domineert. Er is ook een grote laan naar hem genoemd, een ziekenhuis en ook een voetbalstadion draagt zijn naam en hij bekleedt een ware heldenstatus in zijn land.   